# 久春內村
久春內村（日语：〔〕／ Kushunnai mura */?）是日本統治下的樺太廳的已不存在的一村。
地名來自於阿伊努語的「kus-un-nay」（流向對面的河流）。